# Discaria americana
Discaria americana là một loài thực vật có hoa trong họ Táo. Loài này được Gillies & Hook. mô tả khoa học đầu tiên năm 1829.